# Cantó de Grostenquin
El cantó de Grostenquin és un cantó francès del departament del Mosel·la, situat al districte de Forbach. Té 31 municipis i el cap és Grostenquin.

## Municipis
- Altrippe
- Baronville
- Bérig-Vintrange
- Biding
- Bistroff (Bischtroff)
- Boustroff (Bouschtroff)
- Brulange
- Destry
- Diffembach-lès-Hellimer (Difebach-Hellmer)
- Eincheville (Äschwiller)
- Erstroff (Erschtroff )
- Frémestroff
- Freybouse
- Gréning (Greninge)
- Grostenquin
- Guessling-Hémering (Gessling-Hemering)
- Harprich
- Hellimer
- Landroff
- Laning
- Lelling
- Leyviller
- Lixing-lès-Saint-Avold
- Maxstadt
- Morhange
- Petit-Tenquin (Klä Tenschen)
- Racrange
- Suisse
- Vahl-Ebersing
- Vallerange
- Viller

## Història
| Data d'elecció                           | Identitat       | Partit                                  | Qualitat |
| ---------------------------------------- | --------------- | --------------------------------------- | -------- |
| 1945-1951                                | Joseph Hen      | PCF                                     |          |
| 1951-1976                                | René Grandidier | Divers droite                           |          |
| 19..-1970                                | Roger Frey      | Sense etiqueta                          |          |
| 1970-1993                                | Daniel Sudan    | UDR, després RPR                        |          |
| 1993-                                    | Claude Bitte    | Divers droite, després RPR, després UMP |          |
| les dades anteriors no són pas conegudes |                 |                                         |          |
|                                          |                 |                                         |          |

## Demografia
| A partir de 1990 : Població sense dobles comptes |